# Craterul Halemaumau
Craterul Halemaumau este un crater groapă situat în caldera mult mai mare a vulcanului Kīlauea din Hawaii, Statele Unite ale Americii. La etajul aproximativ Craterul circular are aproximativ 770 de metri x 900 de metri și are 83 de metri sub podeaua calderei vulcanului Kīlauea. Halemaumau este "casa" lui "Pele", zeița Vulcanilor din Hawaii, conform tradițiilor din mitologia Hawaiiană.

## Istoria

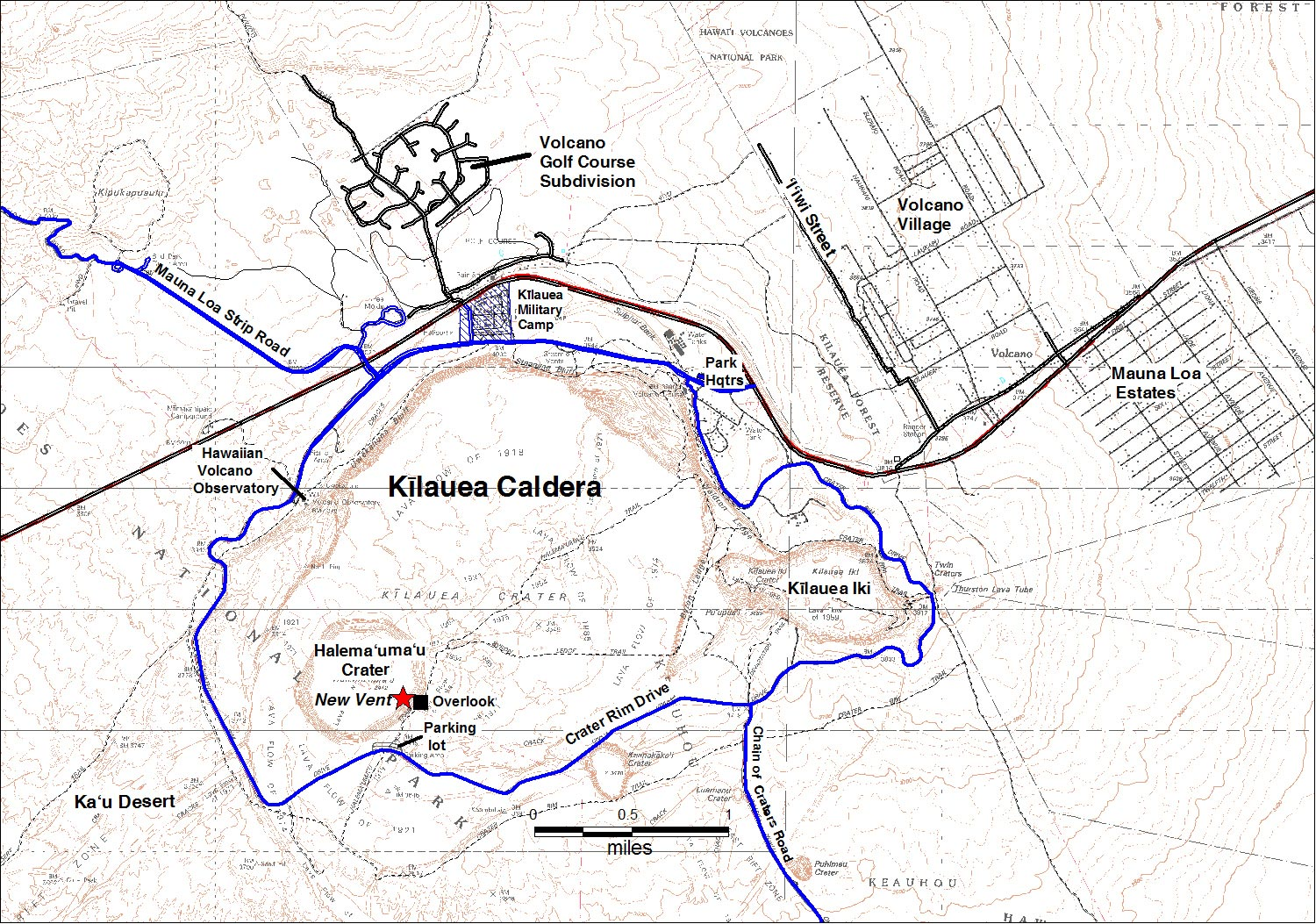
Harta calderei vulcanului Kīlauea

Primele erupții au fost înregistrate numai de istoria orală. Una mai mare în 1790 a ucis mai multe persoane, și a lăsat urme de picioare în cenușă a celor uciși de curgerile piroclastice.
William Ellis, un englez misionar și etnograf amator și geolog, a publicat prima descriere a Halemaumau așa cum a apărut în 1823.
„Uimirea și venerația ne lasă muți pentru câteva momente și, ca statuile, am stat nemișcați la fața locului, cu ochii spre abisul de mai jos. Imediat înaintea noastră se deschidea o prăpastie imensă, în formă de semilună, cu aproximativ două mile (3 km) lungime, de la nord-est spre sud-vest, aproape o milă (1,6 km) în lățime, și aparent 800 de picioare (240 m) adâncime. În partea de jos a fost acoperită cu lavă, și părțile de sud-vest și de nord au fost în cea mai mare parte un șuvoi
de materie care ardea, într-o stare teribilă de clocot, rostogolindu-se încoace și încolo într-un "val de foc" și talazuri de flăcări.
”

Vedere panoramică a vulcanului Kīlauea cu craterul Halemaumau

În 1866 Mark Twain, un umorist american, autor satiric, lector și scriitor a urcat până la calderă.
El a scris următoarele despre lacul de lavă topită pe care el l-a găsit acolo:
„A fost ca și cum te-ai uita la soare la amiază, cu excepția faptului că strălucirea nu a fost atât de albă. La distanțe inegale toate în jurul malurilor lacului au fost aproape coșuri de fum alb-fierbinte sau clopote goale de lavă, de patru sau cinci picioare (1,21 și 1,52 metri) înălțime, și prin ele au urcat jeturi superbe de lavă, unele albe, altele roșii și unele de aur - un bombardament neîncetat, și unul care a fascinat ochii cu splendoarea sa de neatins. Jeturi simple îndepărtate, spumante urcau printr-un văl diafan de vapori, văzute de la mile departare; și în continuare rândurile curbate de fântâni de foc s-au retras, ca în povești și frumoase au apărut.
”

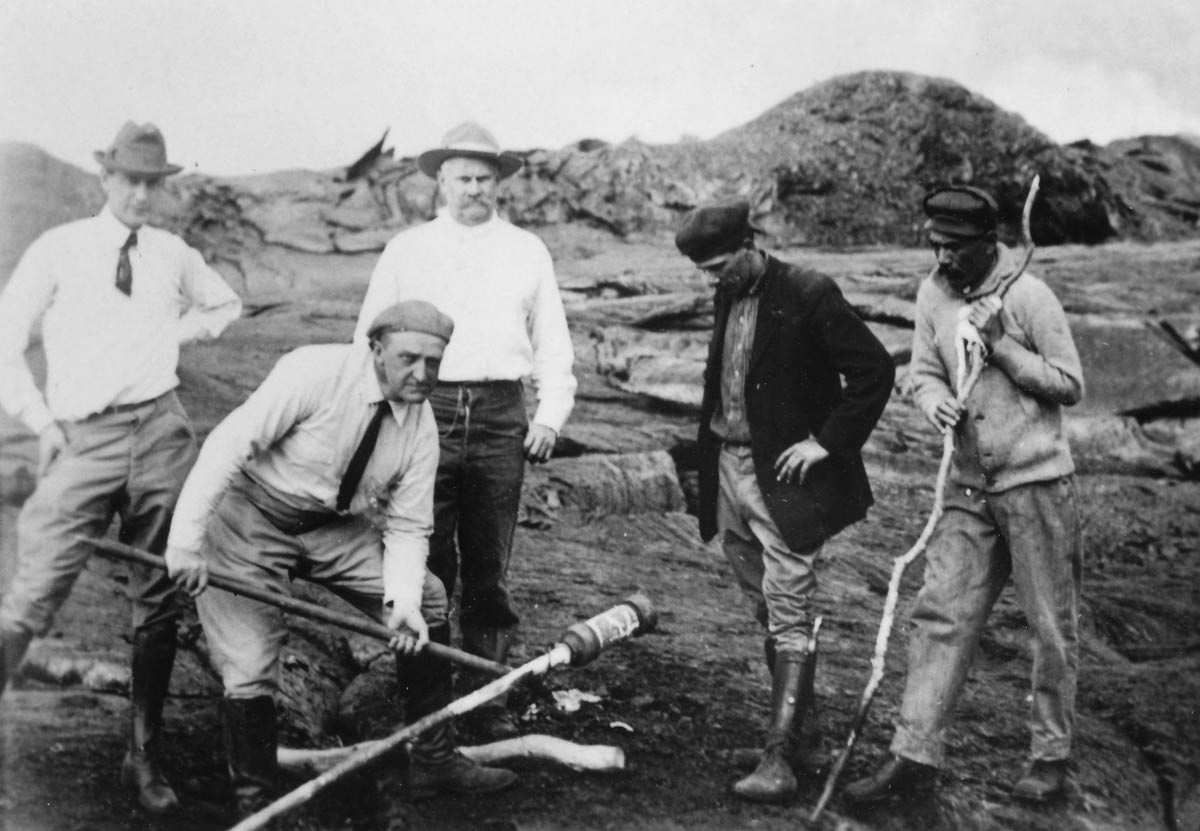
Thomas Jaggar şi alţii în 1917

Un alt misionar, Titus Coan, a observat și a scris despre erupții în secolul al XIX-lea.
Geologul Thomas Jaggar a deschis un observator în 1912, iar zona a devenit parcul "Hawaii Volcanoes National Park" în 1916.
Nivelul lacului de lavă a variat peste decenii și uneori a fost de numai 30 de metri sub buza craterului. Acest lac a fost considerat lacul de lavă cu cea mai puternică iradiație de căldură (peste 300 de milioane de calorii pe secundă). În 1924,  erupții neobișnuit de explozive au ridicat praf în atmosferă și au dublat diametrul craterului. Fracturile au permis lacului de lavă să se scurgă la est până ce suprafața acestuia a fost de 366 de metri sub podeaua calderei. Erupții ulterioare au reumplut cea mai mare parte a craterului. Cea mai mare parte din podeaua craterului curent a fost formată în 1974. O erupție din 1982 a acoperit o mică parte din podeaua din nord-est a craterului.

## Galerie de imagini

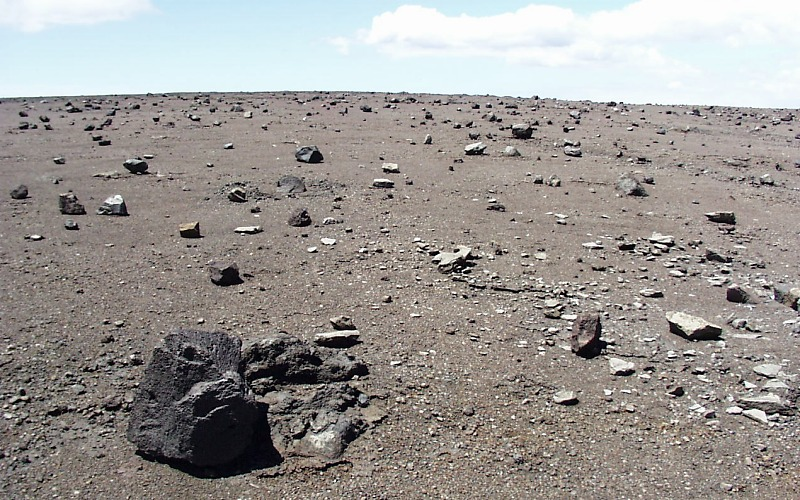
Fotografie de S.R. Brantley, arată roci de la erupția din 1924
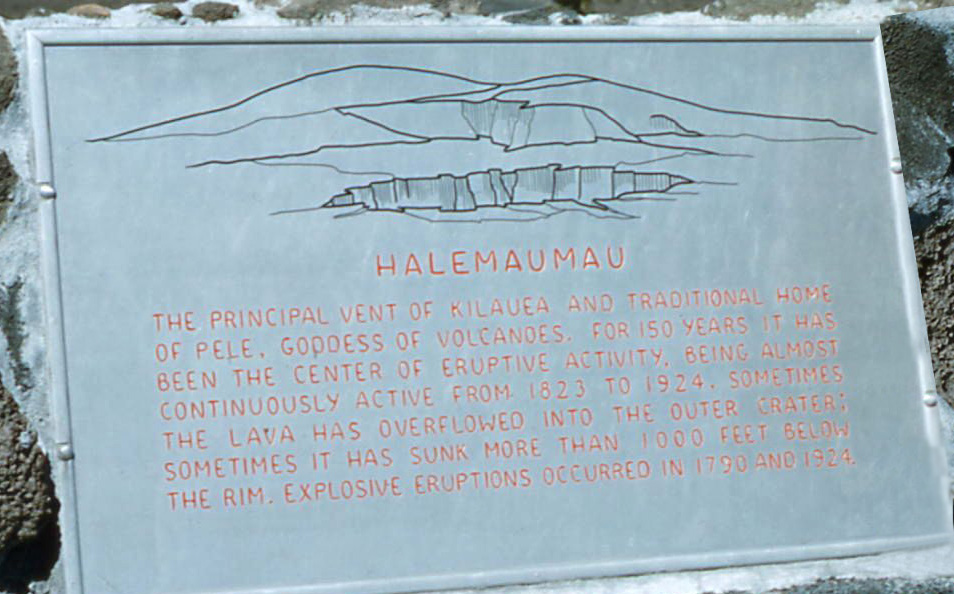
Placă din 1959
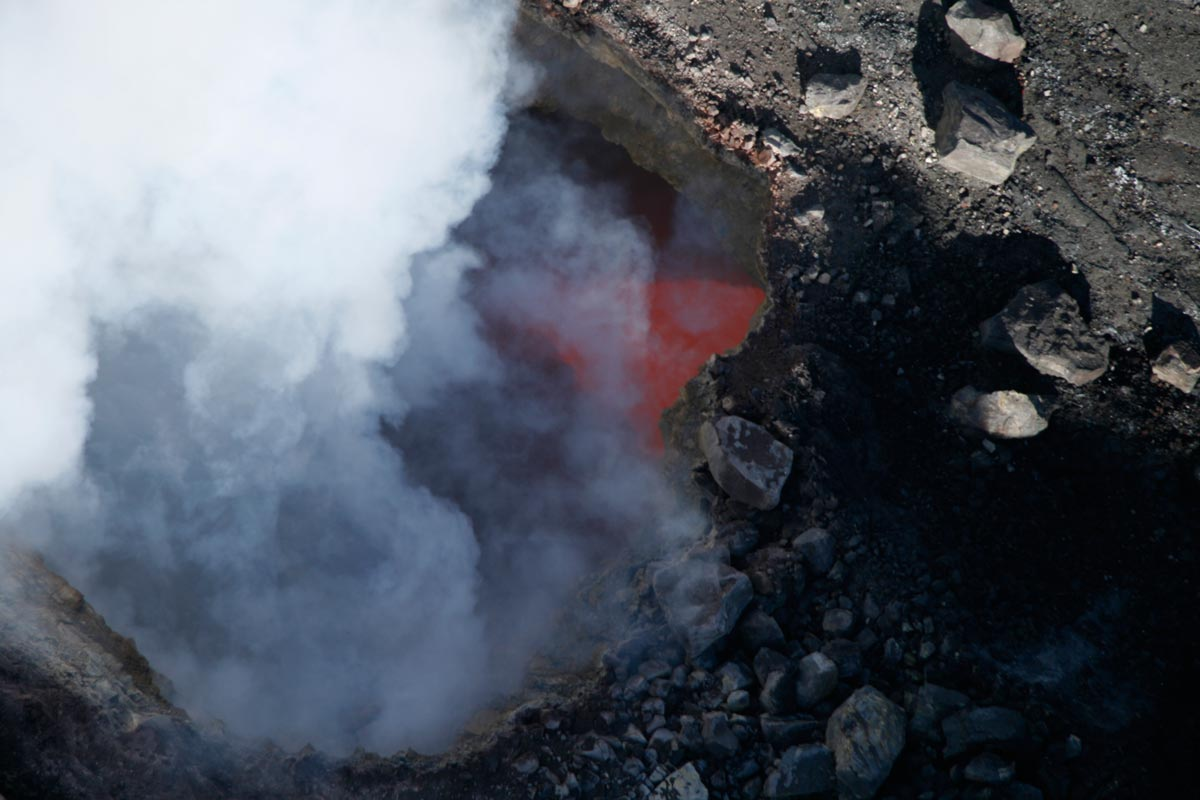
5 mai 2008, Vedere aeriană
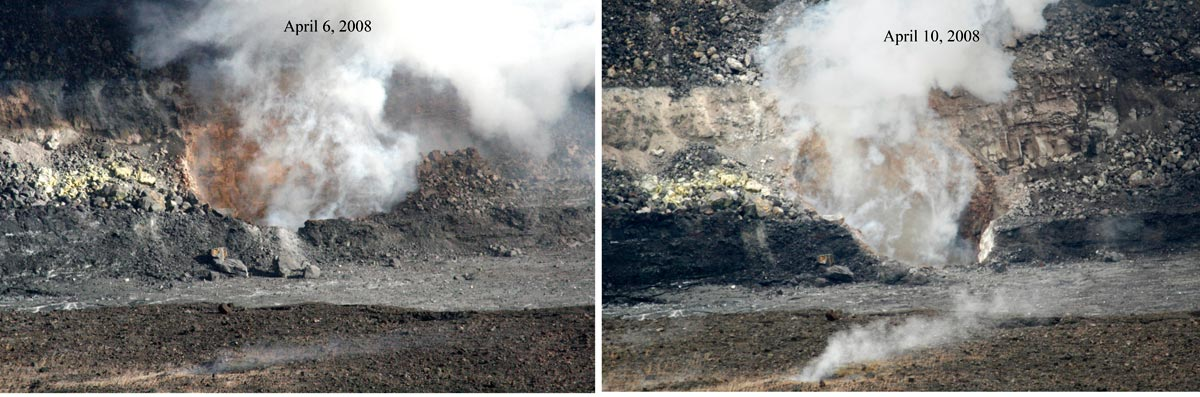
Înainte şi după explozia din 9 aprilie 2008
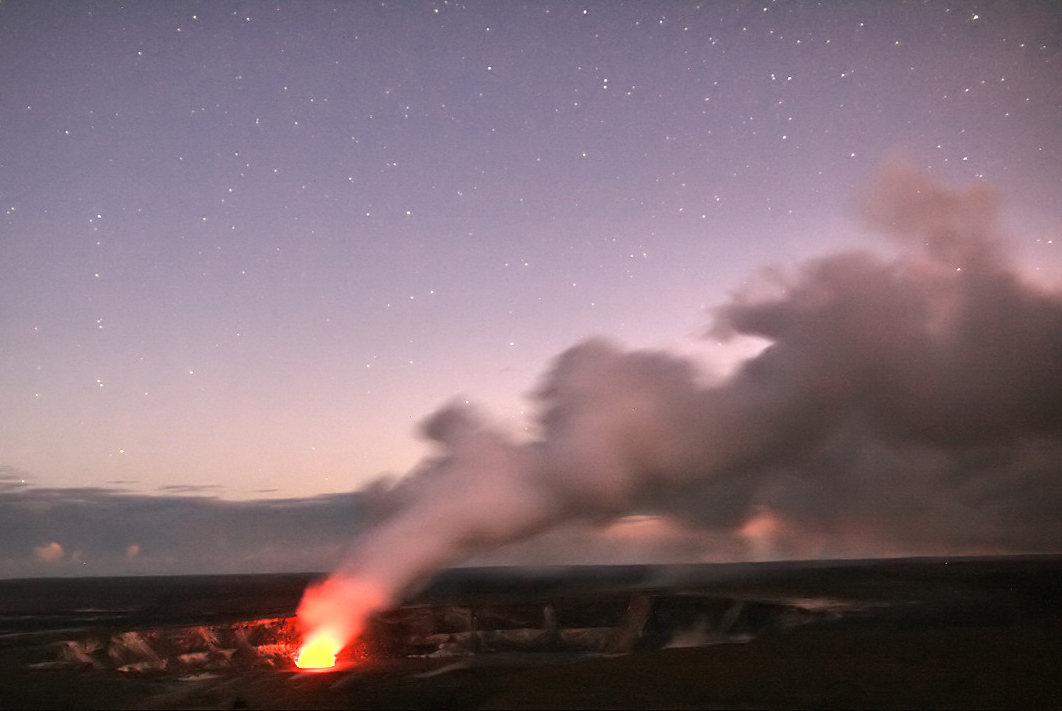
Noaptea, o strălucire incandescentă luminează masa de gaz de aerisire pe 21 septembrie 2008
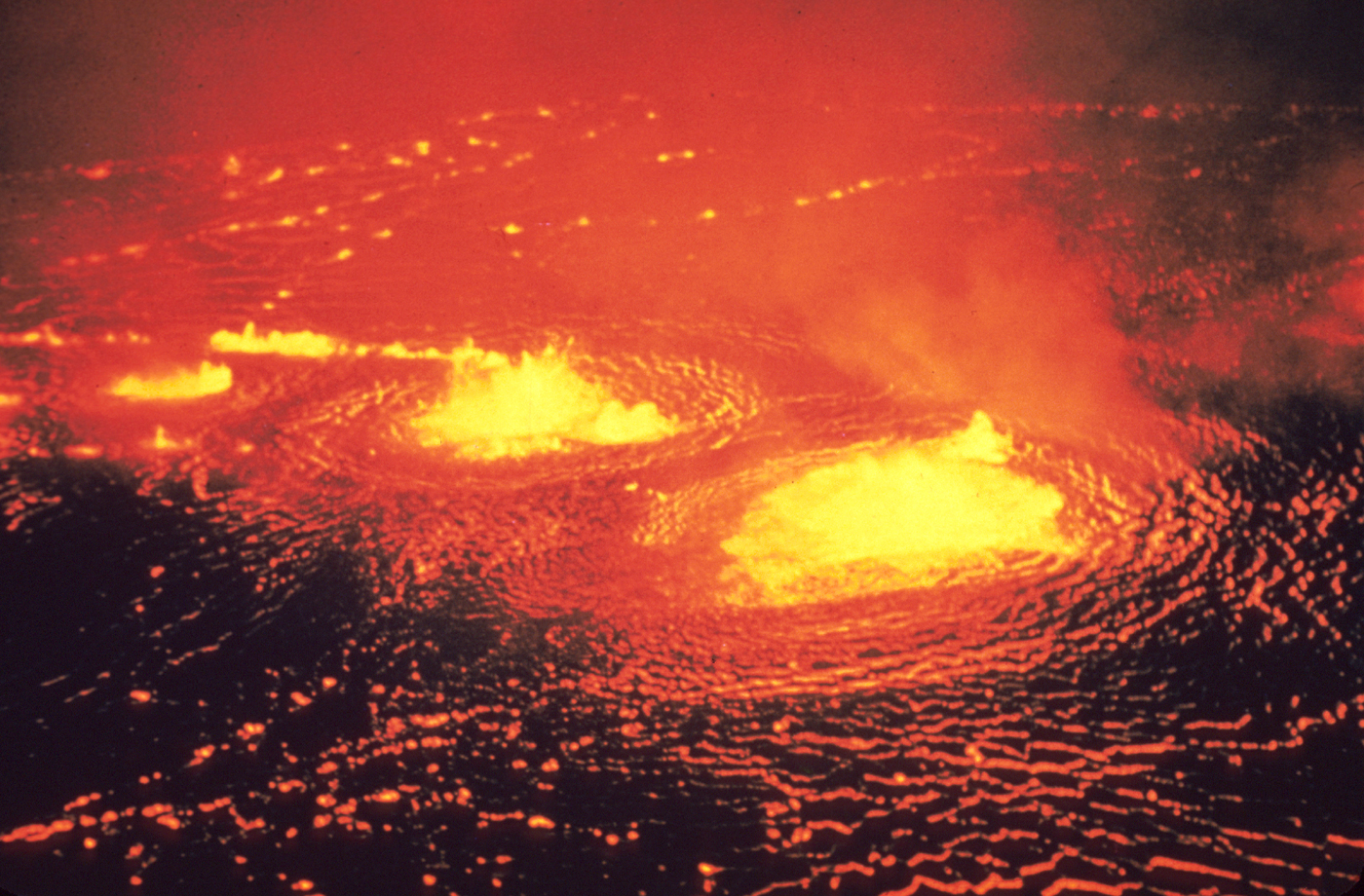
Erupția din 1954
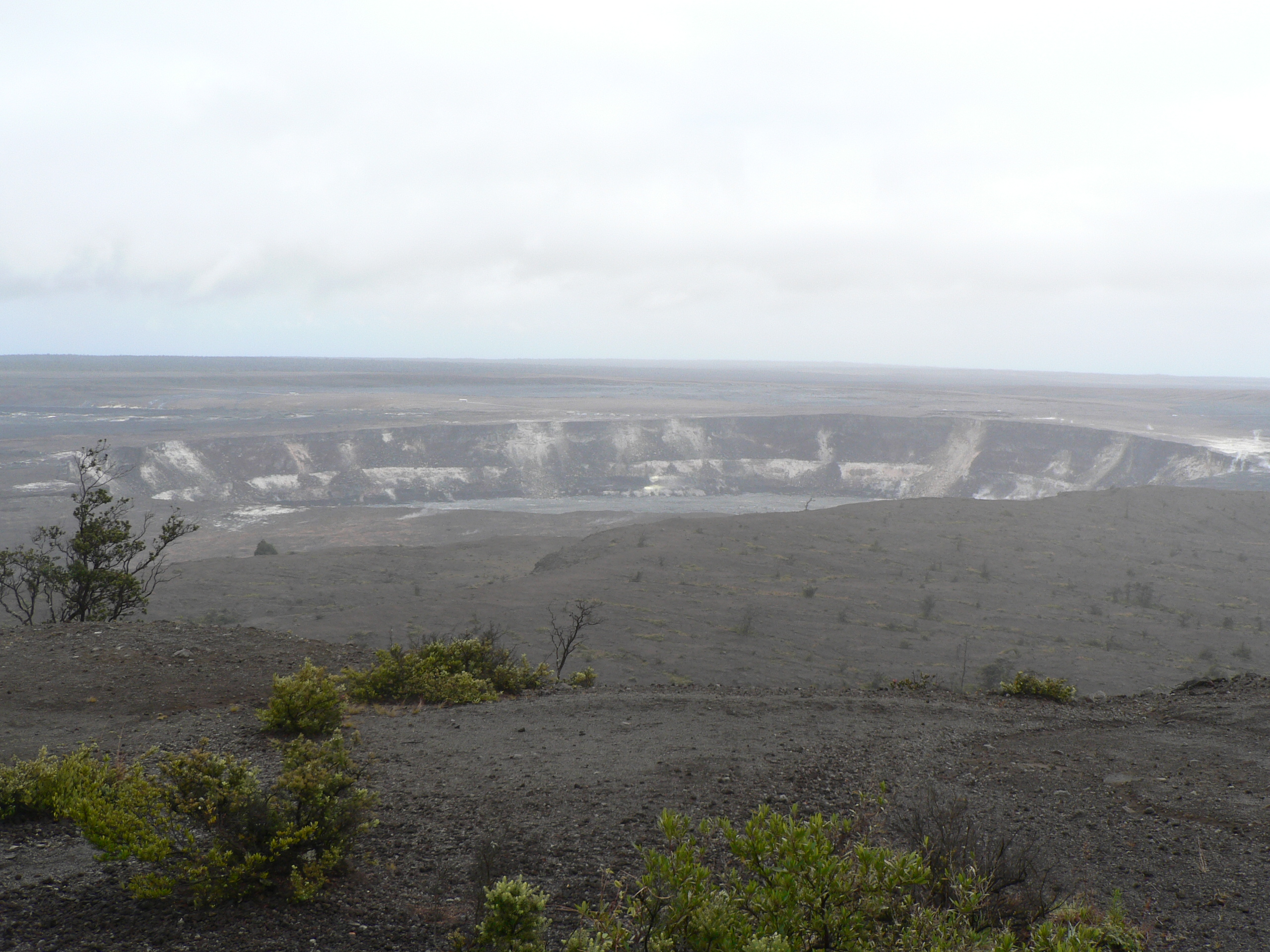
Craterul Halemaumau
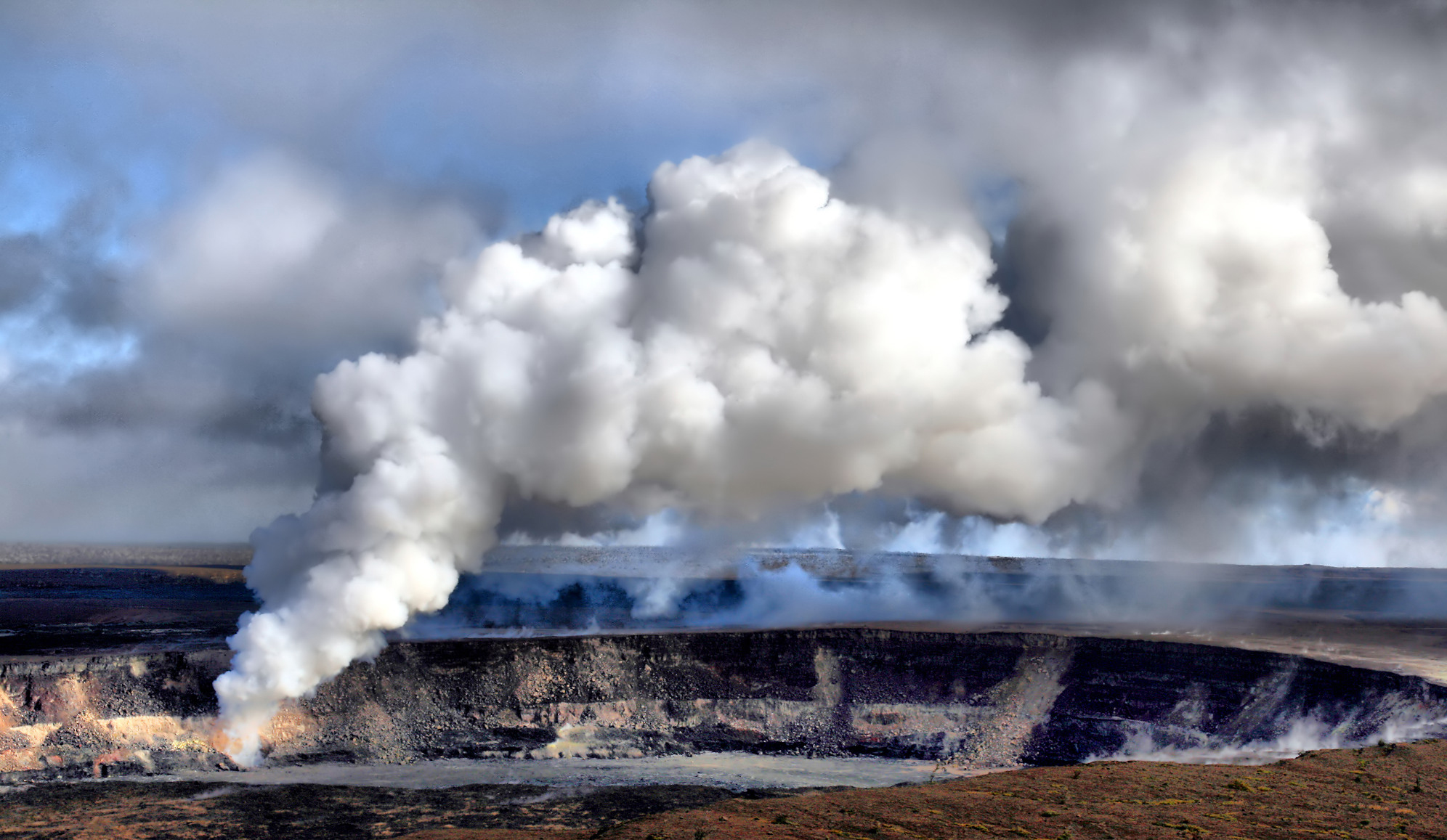
Craterul Halemaumau